# Cat-Man e Kitten
Cat-Man e Kitten (anche Catman e Kitten e The Cat-Man and the Kitten) furono un paio di supereroi creati da Charles M. Quinlan ed Irwin Hasen, e pubblicati nel 1940 dall'ora defunta Holyoke Publishing. A causa di alcune circostanze della seconda guerra mondiale, una versione radicalmente modificata dei personaggi fu pubblicata in Australia durante la Guerra e ristampata poi negli anni cinquanta. La AC Comics avrebbe riportato in vita i personaggi negli anni ottanta.

## Golden Age
Nel 1940, la Tem Publishing Co. (una delle tante filiali della Holyoke) pubblicava periodicamente un fumetto, Crash Comics. Il n. 4 vide l'origine e la prima comparsa di Cat-Man. Cat-Man, alias David Merryweather, fu cresciuto a Burma da una tigre femmina dopo l'assassinio dei suoi genitori. Dopo aver vissuto per anni con questa tigre, ottenne delle abilità super umane, come la super forza, una grande agilità, la visione notturna naturale e le leggendarie "9 vite" feline. Infine, David fece ritorno negli Stati Uniti, dove rimase inorridito dai criminali che intimidivano gli innocenti. Per fermare tutto ciò, divenne un investigatore privato; successivamente, divenne ufficiale nell'esercito. Assegnato a mansioni statali, indossò un costume color oliva e arancione con il simbolo nero della testa di un gatto divenendo così Cat-Man.
Cat-Man si dimostrò così popolare da guadagnarsi una propria serie nel maggio 1941. Nel n. 5, Cat-Man incontrò Katie Conn, un'acrobata circense di 11 anni che cadde sotto la custodia del suo zio senza scrupoli dopo che i suoi genitori perirono in un incendio. Questo zio la costringeva a rubare per lui. Cat-Man intervenne per conto suo e si fece carico di assicurarsi che suo zio venisse portato davanti alla giustizia. Dato che non aveva più un tutore, Katie fu adottata da David. La ragazzina lo aiutò a combattere il crimine per le strade, cucendosi un costume rosso e giallo e facendosi chiamare Kitten. Inizialmente, David tentò di persuaderla dal seguirlo, ma Katie si dimostrò più che adatta all'incarico, e infine i due divennero partner. Con la continuazione della serie, Katie divenne più grande e David fu promosso al rango di Capitano.
In Cat-Man Comics n. 8, Cat-Man inviò Katie in un campo estivo dove incontrò Micky Matthews, la spalla del Diacono. Insieme ebbero numerose avventure sotto il nome di Little Leaders. Quando Cat-Man e Kitten si spostarono a Central City (casa del Diacono e da non confondere con la Central City di Flash) continuarono le loro avventure sia con che senza costume. I Little Leaders comparvero fino alla cancellazione della serie Cat-Man Comics.
Cat-Man Comics durò ben 32 numeri, fino al 1946, quando la Holyoke venne chiusa. Infine, i personaggi divennero di pubblico dominio.

## Revisione australiana
Cat-Man comparve in una versione in bianco e nero radicalmente alterata di una casa editrice australiana, la Gordon & Gotch, quando gli americani importarono le leggi, durante la seconda Guerra Mondiale, che ostacolavano l'accesso ai fumetti della Holyoke. In questa revisione australiana, Cat-Man non aveva un'identità segreta o super poteri, e continuò ad indossare il costume posseduto in Crash Comics. Tuttavia, Cat-Man era un superbo guerriero ed un brillante inventore, armato di una pistola Luger, un paio di occhiali per la visione notturna, l'abilità di accecare temporaneamente i suoi nemici con una luce proveniente dagli stessi occhiali, ed una cintura multiuso come quella di Batman.
Cat-Man fu inserito in un quartier generale sulla vetta di una montagna, la cui prima area di azione era l'entroterra australiano. Tuttavia, quando la situazione lo necessitava, era solito anche girare il mondo per combattere il crimine. Quando lo faceva veniva assistito dalla sua spalla maschile, Kit; la sua fidanzata, Terry West, era un'impiegata delle Nazioni Unite e suo padre, il Professor West, era un famoso scienziato.
Il Cat-Man australiano fu il protagonista di una serie molto più corta di quella del suo predecessore, infatti ebbe un'uscita massima di 12 numeri. Negli anni '50, la Tricho li avrebbe ristampati come Catman Comics n. da 13 a 22. I personaggi comparvero anche nella serie Giant Phantom Comics.

## Modern Age

### AC Comics
Negli anni '80, la casa editrice AC Comics creò una versione retroattiva dei personaggio come parte del suo universo.
In questa versione, al cambiamento di Katie da adolescente a donna adulta fu data una spiegazione: ferita mortalmente da un nemico del duo, la vita di Katie venne salvata quando Cat-Ma trasferì dentro di lei una delle sue nove vite. Tuttavia, questo ebbe il piccolo effetto collaterale di invecchiarla prematuramente fino all'età adulta, anche se la sua mentalità rimase quella di una ragazzina, facendo sì che Cat-Man rimanesse costernato dalla sua identità segreta. Infine, la sua maturità emotiva abbracciò la sua forma fisica, e i due si sposarono. Poco dopo, entrambi decisero di fare parte dei Vault of Superheroes, un programma di animazione sospesa diretto dal governo degli Stati Uniti al fine di preservare gli eroi per eventuali necessità future.
Rilasciati dalla Vault negli anni '80, si adattarono alla vita moderna, e divennero alleati di Miss Victory e dei membri della Femforce. Sfortunatamente, il loro nemico primario, il Dr. Macabre, venne risvegliato da un'ibernazione simile a quella a cui furono sottoposti loro, e continuò ad essere una minaccia per i Merryweathers.
La AC pubblicò le storie moderne di Cat-Man e Kitten nella sua antologia Men of Mystery; ristampò anche alcune storie della Holyoke che non contraddissero la continuità corrente dell'universo AC.
A causa dell'orientamento femminista dell'universo AC, il duo viene spesso annunciato come Kitten and Cat-Man.

### Dynamite Entertainment
Nel 2008, Cat-Man e Kitten comparvero in un flashback in Progetto Superpoteri, di Alex Ross e Jim Krueger, pubblicato dalla Dynamite Entertainment; nel numero Project Superpowers: Chapter Two Prelude, fu affermato che i due eroi comparvero in numeri futuri di questa linea, Cat-Man come un essere ferino dal nome Man-Cat, e Kitten come parte delle spalle degli eroi e degli eroi adolescenti.

## In altri media
- Un personaggio completamente diverso di nome Catman di una realtà alternativa comparve nelle puntate "Colleghi paralleli" e "La realtà dell'illusione", della serie animata Justice League, come omaggio ai Batman e Wildcat della Golden Age.
- L'attore Adam West comparve in numerosi episodi della serie animata Due fantagenitori interpretando sé stesso e un supereroe di nome Catman. In questa versione, il suo costume somiglia molto di più a quello del super criminale omonimo della DC Comics, ma la personalità e il modo di agire somigliano molto al personaggio di Batman della serie TV degli anni sessanta (in cui Adam West interpretava proprio Batman).
- Nel settembre 2023, Austin McConnell ha pubblicato una webserie animata su YouTube intitolata The Sensational Cat-Man.[1]